# Codice giustinianeo
Il Codice giustinianeo (in latino Codex Iustinianus o Iustiniani) è una raccolta ufficiale di costituzioni imperiali redatta per ordine dell'imperatore romano d'Oriente Giustiniano, ad opera di una commissione da lui nominata. Fa parte della raccolta di leggi e massime di diritto nota come Corpus iuris civilis.
Di esso furono redatte due edizioni: la prima, il Codex Iustinianus primus o vetus del 529, è andata perduta, mentre la seconda, il Codex Iustinianus repetitae praelectionis del 534, ci è pervenuta integralmente.

## Il Codex Primus o Vetus
Il Codex Iustinianus primus o vetus non ci è pervenuto, ma esso fu verosimilmente un ampliamento del Codice Teodosiano. Tale ipotesi è giustificata soprattutto dall'esiguità del tempo occorso per la redazione dell'opera.

### L'idea
Il 13 febbraio 528, a meno di un anno dalla sua ascesa al trono imperiale, Giustiniano emanava la costituzione Haec quae necessario, che costituisce una chiara dichiarazione di intenti.
In essa l'imperatore manifestava la volontà di procedere ad un riordinamento che ponesse fine alle lungaggini processuali, e disponeva pertanto di avviare la redazione di un codice di leges, nel quale confluissero i materiali facenti parte dei precedenti codici, nonché le costituzioni emanate dopo la pubblicazione del Codice Teodosiano, fino alla produzione legislativa dello stesso Giustiniano.
Nel nuovo codice non dovevano essere accolte le disposizioni cadute in desuetudine o abrogate da costituzioni successive.

### La commissione
Della stesura del codice venne incaricata una commissione composta di dieci membri: funzionari o ex funzionari imperiali, avvocati e capi militari, con l'aggiunta di un professore di diritto.
A presiedere la commissione fu chiamato Giovanni, ex quaestor sacri palatii, erroneamente identificato con Giovanni di Cappadocia.
Ai commissari fu dato il potere di apportare aggiunte, tagli e modifiche (le cosiddette interpolazioni) al testo delle costituzioni, al fine di renderle più chiare e di riunire o dividere le disposizioni in modo da porle sotto i titoli appropriati.

### Il compimento
L'opera fu compiuta in appena un anno. Il termine dei lavori venne annunciato da Giustiniano il 7 aprile 529, con la costituzione Summa rei publicae. In essa l'imperatore ordinava che nei processi venissero citate solo le costituzioni contenute nel codice e vietava l'utilizzo di testi diversi da quelli inseriti nel Codex appena pubblicato.
Il Codex Iustinianus Vetus entrò in vigore il 16 aprile 529

## Il Codex Iustinianus repetitae praelectionis
Giustiniano credeva che il suo codice fosse completo, immutabile ed eterno. In realtà, dopo l'entrata in vigore del Digesto e delle Istituzioni, l'opera risultava già obsoleta, in quanto conteneva norme ormai superate e non conteneva importanti disposizioni emanate nel frattempo, come le Quinquaginta decisiones.

### L'aggiornamento
Nel 534 Giustiniano diede l'incarico di aggiornare il codice a una nuova commissione, presieduta da Triboniano e composta da cinque commissari. Ad essi fu attribuita la facoltà di eliminare le costituzioni superflue e quelle abrogate, nonché di smembrarle e di modificare i passaggi poco chiari.
L'avanzamento dei lavori fu rapidissimo e il 16 novembre 534 Giustiniano poté annunciare il compimento dell'opera nella costituzione Cordi (Cordi nobis est = Ci sta a cuore).

### La struttura
Il Codex Iustinianus repetitae praelectionis è una raccolta di costituzioni imperiali comprese fra Adriano e Giustiniano, pubblicato con la Constitutio Cordi del 16/11/534; è l'unica edizione del Codex ad essere pervenuta fino a noi.
L'opera è divisa in 12 libri ripartiti in titoli nei quali le costituzioni sono in ordine cronologico.
Il Codice costituisce la fonte principale delle costituzioni imperiali pre-giustinianee (quelle giustinianee ci sono pervenute con le Novelle).
Complessivamente si contano oltre 1600 costituzioni, di cui oltre 1200 appartengono all'imperatore Diocleziano.
Le costituzioni conservano l'inscriptio, contenente il nome dell'imperatore e del destinatario, e la subscriptio con la data e il luogo di pubblicazione.
L'opera è divisa per argomenti:
- libro I: diritto canonico, diritto ecclesiastico, fonti del diritto, publica officia;
- libri II-VIII: diritto privato con schema dell'editto;
- libro IX: diritto penale;
- libri X-XII: diritto amministrativo e finanziario

Delle leges raccolte, alcune sono in lingua greca, mentre la maggior parte è in latino.

### Le differenze con la prima edizione
Il Codex Iustinianus repetitae praelectionis si basa chiaramente sulla prima edizione del codice, ma dai pochi frammenti che ci restano di questa sembra che le modifiche siano rilevanti.
Tra queste modifiche si può ricordare la rimozione della Legge delle citazioni, ormai superflua dopo la pubblicazione del Digesto.

## Utilizzo
Oltre a essere utilizzato nel diritto il codice di Giustiniano veniva studiato dagli studenti al 5º e ultimo anno di studio di diritto, siccome la prima edizione del Codex aveva parti discordanti col digesto studiato gli anni precedenti questo fu sostituito con lo studio del Codex Repetitae praelectionis.

## Dopo il Codex
L'attività legislativa di Giustiniano non si fermò con il Codex, ma continuò fino alla sua morte, avvenuta nel 565. Le costituzioni emanate dall'imperatore dopo la pubblicazione del Codex Iustinianus repetitae praelectionis sono dette Novellae.